# خل

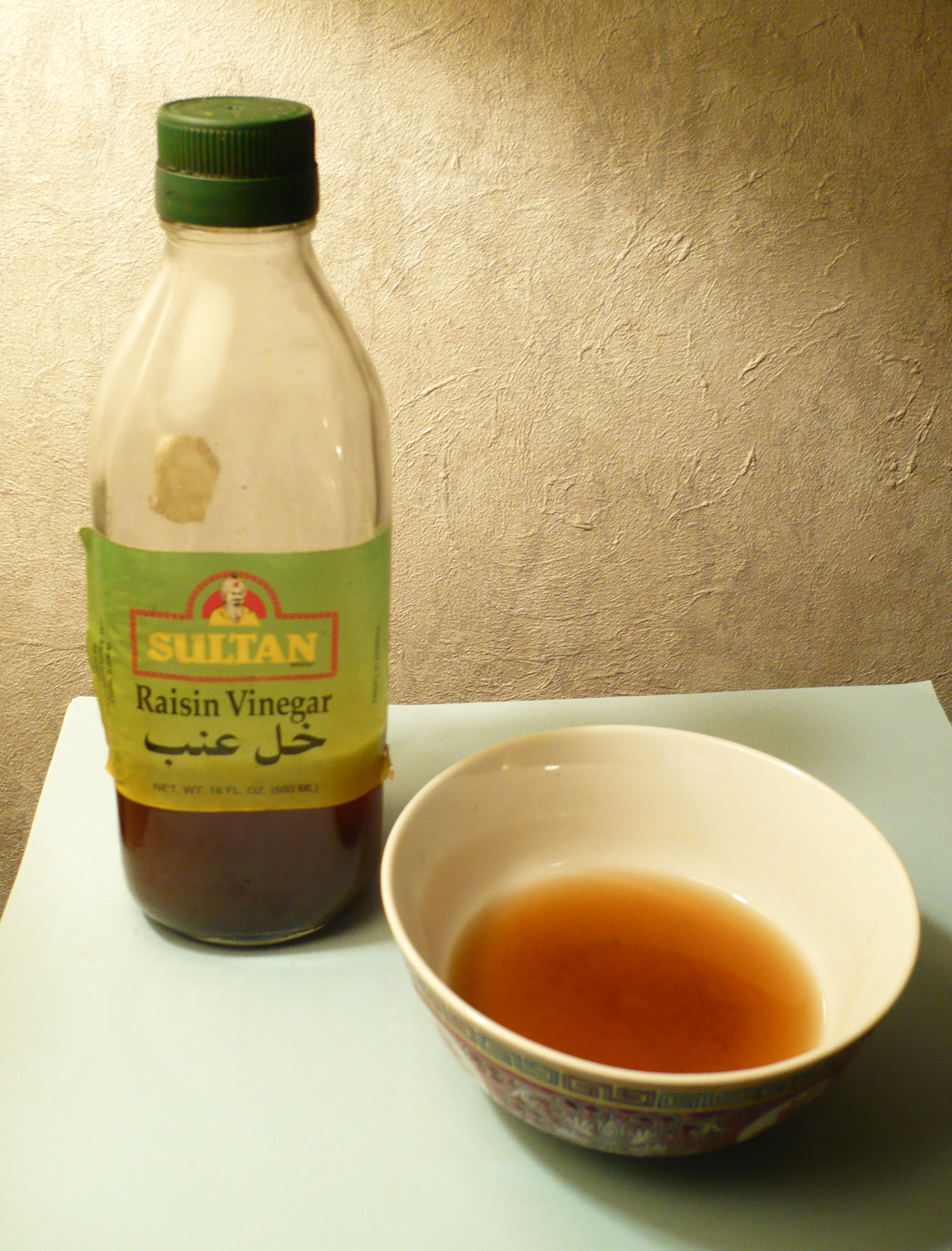
صورة خل العنب من إنتاج تركي

الخَلّ هو محلول مخفف من حمض الخليك ويمكن الحصول على الخل بتخمير ثمار معظم الفواكه مثل التمر أو العنب أو التفاح، صيغته الكيميائية CH3COOH.

## الخل في الطب
قال علي عباس نعمة سنة 1955
توصلت جميع المراكز العلمية في العالم إلى نتيجة واحدة مفادها أن بدايات الطب كانت تعتمد على استخدام الخل في علاج الأمراض ذلك أنه يعد العلاج السحري الذي يضمن حياة أكثر صحة وعافية، وفي هذه الأيام فإن العديد من تقارير الدراسات العلمية تؤكد على القدرات العلاجية والوقائية للخل إذا ما استخدم في النظام الغذائي اليومي، حيث تعتمد استخداماته عند تحضير أصناف الطعام.
وفي إحدى الدراسات التي صدرت عن مادة الخل وخصائصها وطرق استخدامها في المعالجة، أشارت إلى أكثر من 300 طريقة يتم فيها استخدام الخل لمكافحة الجراثيم والتخفيف من متاعب الجسم والحفاظ على صحته إضافة إلى نصائح عملية في استخدامات الخل في التنظيف وإزالة آثار المواد الدهنية عن الملابس وداخل المنازل ومن الخصائص الصحية للخل قدرته على التخفيف من آلام الحلق وتهدئة السعال وقتل الجراثيم التي تتواجد في الطعام كما أن الخل يعد وسيلة علاجية فعالة في تنشيط الدورة الدموية في الساقين والتخفيف من أوجاع الروماتيزم والتقليل من تأثير ضربات الشمس وتهدئة الحروق والتخفيف من متاعب الأقدام المؤلمة والمساعدة على وقف ظاهرة الفواق وتهدئة الكدمات والطفح الجلدي.
وتتنوع الخصائص العلاجية للخل إذ أنه يعمل على حسن مراقبة الشهية ويقلل من البقع الملونة للجلد والناجمة عن الشيخوخة ويحمي الجلد من الاحمرار نتيجة التعرض للشمس وتهدئة الآلام العضلية، وفيما يتعلق بقدرات الخل على التنظيف فهي كبيرة وعديدة إذ أنه يستخدم كمادة معقمة ويستخدم في غسل الملابس مما يعيد لها لمعان ألوانها الطبيعية فتصبح الملابس البيضاء أكثر بياضا كما أن الخل يستطيع إزالة بقع العرق عن الملابس ويزيل البقع عن السجاد ويمتص الروائح ويمكن إضافته إلى الماء لتنظيف أرضيات المنازل فتزداد نظافة ولمعانا كما يصلح شقوق الأخشاب ويعد الخل وسيلة تلميع جيدة للأثاث ويزيل بقع الحبر ويعطي لمعانا واضحا للوحة القيادة في السيارة، كما أنه يعتبر مادة مذيبة للعلكة التي تلتصق بالملابس.
وأمام جميع هذه الخصائص الصحية والتنظيفية فإن الخل يبقى الوسيلة المثالية من الجانب الاقتصادي فهي أرخص ثمنا مقارنة مع العديد من أشكال العلاج أو مواد التنظيف الأخرى.
وقد أثبتت الأبحاث العلمية أن الخل يحتوي على وفرة في مادة غليسيد (Glucides) والألياف المفيدة لصحة الجسم. وحين يتم إنتاج الخل اعتمادا على ثمار التفاح يكون غنيا بمادة البكتين والتي بمجرد دخولها الجهاز الهضمي فإنها تتحد مع جزيئات الكولسترول حيث يعمل البكتين على طرح جزيئات الكوليسترول المتحد خارج الجسم وكلما انخفضت نسبة الكولسترول في الجسم تضاءلت نسبة الإصابة باضطرابات القلب وفي هذا الخصوص قام المعهد الوطني للصحة في الولايات المتحدة مؤخرا بافتتاح فرع خاص بالطب الذي يعتمد على استخدام خلاصة النباتات والأعشاب في علاج متاعب الجسم حيث يحتل الخل مكانة مهمة في استخدامات المعهد بعد أن أمكن التحقق من نجاعته في علاج الكثير من المتاعب الصحية.
من جانب آخر يمكن حفظ العديد من الخضراوات كالباذنجان والقرنبيط والشمندر والجزر والفاصوليا في سائل الخل بشكل جيد كما يمكن استخدامه في حفظ أفضل الفواكه.
ويشير المعهد الوطني للصحة في أمريكا إلى أن الخل استخدم لإنقاذ آلاف الجنود أثناء حرب الاستقلال في الولايات المتحدة، واستخدم أبقراط قديما الخل في علاج مرضاه حيث كان يضع ضمادات منقوعة في الخل على مواضع الجروح والحروق.

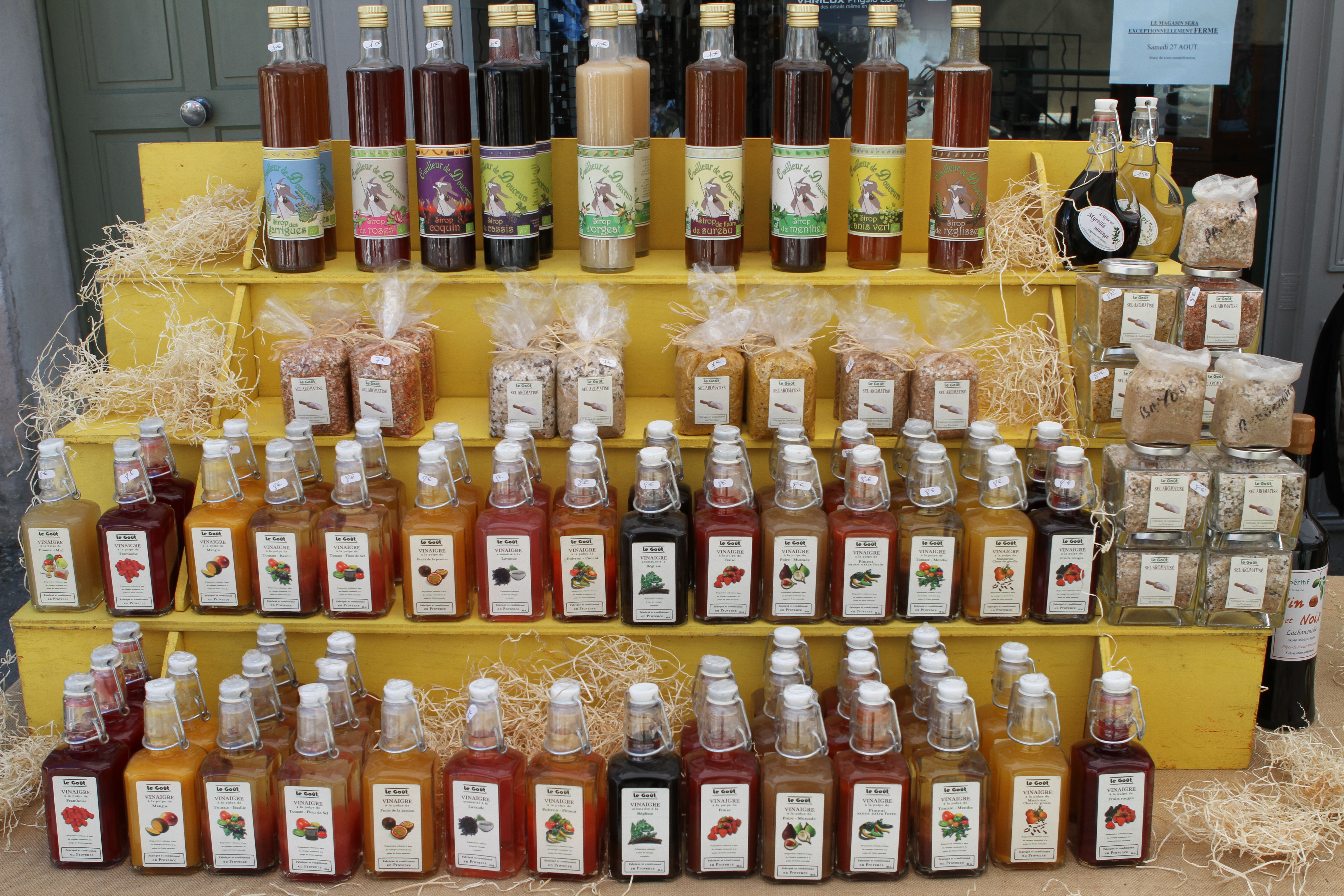
زجاجات خل معروضة للبيع

## مستحضرات الخل
- ثمار تفاح ناضجة.
- أوعية زجاجية (مرطبانات) وزجاجات.
- قطعة شاش ناعم مانعة لدخول ذبابة الخل.
- قماش نظيف أو أطباق من القش.

## طريقة التحضير
تنظف الثمار جيداً بالماء ثم تجفف جيداً تحت أشعة الشمس لمدة 1-2يوم بعد فردها على أطباق من القش بعدها تقطع ثمار التفاح بواسطة سكين أو بالهرس توضع في وعاء زجاجي ولا يملأ تماماً لإتاحة إمكانية التحريك مع ملاحظة استبعاد الأجزاء المصابة بالعفن أو بقايا الحشرات ثم يغطى وعاء التخمير الزجاجي بصحن زجاجي لتقليل الفقد بالتبخر ثم يغطى بشاش مانع للحشرات جيد الإحكام يسمح بدخول الهواء ويوضع الوعاء في مكان دافئ ويحرك دورياً بملعقة خشبية مناسبة مع الانتباه إلى منع دخول ذبابة الخل إلى المرطبان أثناء التحريك (تترك الملعقة الخشبية في الوعاء الزجاجي) وتستمر عملية التخمير لحين النضج، الذي يعرف بتحول قطع ثمار التفاح إلى ما يشبه العجينة وصدور رائحة الخل المعروفة وقد تستمر هذه العملية شهراً أو أكثر حسب درجة الحرارة وحسب درجة هرس الثمار والتهوية (التحريك) حيث أن تخمر التحول إلى الخل تخمر هوائي محب للأكسجين. بعد ذلك يصفى الخليط للحصول على المحلول الخلي وتعصر العجينة المتبقية باستخدام قطعة قماش نظيفة وجافة ثم يرقد المحلول في وعاء زجاجي جاف ونظيف ومحكم الإغلاق (كالون زجاجي) وبعد عدة أيام يؤخذ المحلول الصافي دون تعكيره بواسطة نبريج بلاستيكي بقطر مناسب ليوضع في زجاجات نظيفة وجافة تغلق بإحكام وتحفظ في مكان مناسب لحين الحاجة.

## فوائد خل التفاح
- علاج المغص والإقياء والإسهال.
- علاج وجود الخلايا القيحية في البول وتخفيف السمنة وإزالة التعب.
- في حال الصداع المزمن وارتفاع ضغط الدم وحالات الدوار.
- ولآلام الحلق ومعالج افتقار الجسم للبوتاسيوم وتعقد العقد اللمفاوية أو انسدادها.
- وفي تسكين آلام الحروق وتطهيرها وفي معالجة القوباء والثعلبة ودوالي الساق.

## المعلومات الغذائية
يحتوي كل كوب من الخل (239غ) بحسب وزارة الزراعة الأميركية على المعلومات الغذائية التالية:
- السعرات الحرارية: 50
- الدهون: 0
- الدهون المشبعة: 0
- الكاربوهيدرات: 2.22
- الألياف: 0
- البروتينات: 0
- الكولسترول: 0